# Angelines Fernández
María de los Ángeles Fernández Abad (Madrid, 30 de julho de 1924 – Cidade do México, 25 de março de 1994), mais conhecida por Angelines Fernández, foi uma atriz espanhola-mexicana, mundialmente conhecida por ter atuado no programa humorístico El Chavo del Ocho como Dona Clotilde, a "Bruxa do 71".
Antes de ficar conhecida como atriz no México, Angelines lutou contra Francisco Franco durante a Guerrilha Republicana em sua terra natal, a Espanha, onde teve que fugir perseguida pela ditadura de Franco.
Tornou-se uma conhecida atriz de novelas no rádio e na TV, ao mesmo tempo em que atuava no cinema, contracenando com astros da Era de Ouro do Cinema Mexicano, como Cantinflas e Arturo de Córdova. A atriz consagrou-se como uma das mulheres mais bonitas do México em sua juventude.
Na televisão, ela também apareceu em Gabriela (1960), La Intrusa (1964), Sonata de otoño (1966), Chapolin Colorado (1973-79) e Chespirito (1980–94). No cinema, trabalhou em El Diario de mi Madre (1958), El Esqueleto de la Señora Morales (1960), El Padrecito (1964), Un novio para dos hermanas (1967), El cielo y tu (1971), El Chanfle (1979) e Bella Entre las Flores (1990).
Fernández morreu em 1994 devido a um câncer de pulmão, aos 69 anos.

## Biografia

### Início da vida e primeiros trabalhos
"Ao trabalhar nas guerrilhas da Espanha, minha mãe foi listada como anti-franquista, então ela precisava deixar seu país de origem, considerando que sua vida era difícil. Ele chegou ao México em 1947, depois viveu em Havana, onde organizou seus papéis e voltou a trabalhar nos filmes de Cantinflas e Arturo de Córdova."

– Paloma Fernández, filha de Angelines, em entrevista à TVNotas em 1999.
Nasceu em Madrid, Espanha, em 30 de julho de 1924. Quando a guerra civil estourou, em 17 de julho de 1936, estava prestes a completar 12 anos. Após a vitória dos nacionalistas contra os exércitos regulares republicanos, em 1939, anarquistas, socialistas e comunistas se uniram num movimento clandestino para continuar o combate, escondidos principalmente em florestas e regiões montanhosas, lançando ataques contra forças do governo. Angelines tinha apenas 14 anos quando viu a ditadura de Francisco Franco assolar seu país. Um pouco mais tarde, ela estreou como atriz na comédia musical Carlo Monte en Monte Carlo, na companhia de teatro de Isabela Garcés, em Madrid. Indignada com o avanço fascista e com a miséria imposta ao seu povo, ingressou nos grupos rebeldes que combatiam o governo franquista, na Guerra Civil Espanhola, apoiando os republicanos contra seu ditador.
Aos 23 anos, em 1947, foi descoberta pelos militares e passou a correr risco de vida. Foi quando então tomou a difícil decisão, de exilar-se no exterior para escapar da morte. Ao sair da Espanha, Angelines já tinha sua única filha, Paloma Fernández. Após passar por Cuba, seu destino original, a jovem migrou para o México ainda em 1947. Lá encontrou com o ator espanhol radicado no México, Ángel Garasa, também refugiado da Guerra Civil Espanhola. Para ajudar a compatriota, ele arranjou-lhe um pequeno papel como atriz em uma peça no Teatro Fabregas, onde ela agradou tanto que no ano seguinte já era protagonista da peça La Casa del Loca (1948), no Teatro Ideal. Pouco depois, foi contratada pela rede televisão cubana CMQ, vivendo durante um breve período em Havana.
Retornou definitivamente ao México em 1950 para estrelar a peça Cuatro Corazónes con Freno y Marcha Atrás, de Jardiel Poncela, iniciando, assim, sua carreira como atriz dramática. Angelines também começou a trabalhar como rádio-atriz, trabalhando nas rádio-novelas da Rádio XEW, na Cidade do México. Quando a televisão mexicana foi inaugurada em 31 de agosto de 1950, Angelines já era uma atriz popular, sendo o primeiro rosto a aparecer na transmissão inaugural da XE1GC, Canal 02 do México. Meses antes, ela retornara a Cuba para também inaugurar a televisão por lá.
Ela passou a fazer diversas peças televisivas e só estreou em novelas em 1959, atuando na primeira versão de Teresa, estrelada por Maricruz Olivier. Fernández já era uma veterana do cinema mexicano, sendo uma das atrizes da era de ouro do cinema do país. Ela estreou nas telonas em Maternidade Imposible (1955), estrelado por María Elena Marqués. Em 1959, estrelou Cadenas de amor aos 35 anos como a vilã Irma, ao lado de Ofelia Guilmáin e Aldo Monti. Foi a primeira novela que usou cenas ao ar livre e não apenas em fóruns, estas foram realizadas nos estacionamentos da estação Telesistema Mexicano, no que hoje são as instalações da Televisa Chapultepec. Ela atuou em vinte e cinco filmes, incluindo o clássico El Esqueleto de La Señora Morales (1960), a primeira comédia de humor negro do cinema mexicano. Estrelado por Arturo de Córdova, o filme narra a estranha história de um taxidermista sexualmente reprimido e aprisionado por um casamento sem amor a uma mulher puritana e fanática religiosa. Angelines é Clara, a irmã beata da esposa vitimista. A atriz, então com 38 anos, mostra a elegância que consagrou-a como uma das mulheres mais bonitas do México em seu tempo. No cinema Fernandéz contracenou com grandes astros mexicanos como Arturo de Córdova, Pedro Infante e Libertad Lamarque.
Com Cantinflas, o cômico mexicano mundialmente famoso, ela fez vários filmes, entre eles El Padrecito em 1964, onde assumiu o papel coadjuvante de Sara, a inimiga do personagem Padre Sebastián, e El Profe (1971). Neste último, trabalhou com outro veterano do cinema mexicano, Ramón Valdés. Nesse mesmo período ela contracenou com María Antonieta de Las Nieves, em Un novio para dos hermanas (1966).

### Estrelato mundial com Chespirito
Fernández estrelou várias telenovelas nos anos 60 e início da década de 1970. Porém, o auge da sua carreira começou quando Roberto Gómez Bolaños (Chespirito) a convidou para trabalhar no seriado El Chavo del Ocho (Chaves) em 1972, interpretando a Dona Clotilde, que era chamada pelas crianças de Bruxa do 71. Sua personagem era uma mulher solteira e de meia-idade que usava um longo vestido azul e um arranjo sobre os cabelos grisalhos. Ela morava sozinha, escondia de todo mundo sua verdadeira idade e, embora fosse muito mal-humorada com as crianças, não fazia nenhum mal: longe da apelação negativa de seu apelido, ela não queria complicar a vida de ninguém. Ela conseguiu esse trabalho quando perguntou a seu amigo pessoal, Ramón Valdés, se ele sabia de qualquer trabalho de atuação que pudesse fazer. Exibido pela primeira vez no Canal 8, o roteiro veio de um esquete escrito por Bolaños, onde uma criança de oito anos discutia com um vendedor de balões em um parque (interpretado por Ramón Valdez). Bolaños deu importância ao desenvolvimento dos personagens, aos quais foram distribuídas personalidades distintas. Desde o início, seu criador percebeu que o seriado seria destinado ao público de todas as idades, mesmo se tratando de adultos interpretando crianças. O sucesso de El Chavo del Ocho foi tanto que, em 1973, foi distribuído em vários países da América Latina, obtendo altos índices de audiência. Estima-se que no mesmo ano, foi visto por mais de 8,3 milhões de telespectadores a cada dia. Devido à popularidade, o elenco realizou turnês internacionais que compreenderam vários países nos quais era transmitido à época, numa série de apresentações onde dançavam e atuavam no palco ao vivo.
Sobre seu papel no programa Paloma [sua filha] declarou: "Ela sempre teve muito respeito por Roberto Bolaños. E assim era feliz. No início, fazer os outros rirem lhe custava, porque era atriz dramática e não tinha nada a ver com a comédia. As crianças na vida real sempre a imaginaram como uma bruxa de verdade, e quando saíamos ao mercado ou levávamos nosso cachorrinho para passear, os meninos gritavam: 'Aí vem a Bruxa!'. E minha mãe começava a se mortificar. Comentava comigo que se sentia triste porque ninguém queria ficar perto dela, tinham medo! Eu ria quando, na vida real, ela se irritava com as crianças do mesmo jeito que ela se irrita com o Chaves e a Chiquinha. Depois se acostumou e não se incomodava mais em ser chamada de 'Bruxa'."
Ela também participou de outro programa de Chespirito, El Chapulín Colorado (Chapolin), anos depois. Foi com Chaves e Chapolin que ela alcançou fama no México e em sua terra natal. As duas produções de Chespirito se tornaram grandes sucessos internacionais, atingindo todos os países da America Latina. Em 1974, participou de sua última telenovela e concentrou seu trabalho em torno das produções de Chespirito. Depois que os programas Chaves e Chapolin terminaram em 1980, ela ainda continuou a interpretar Dona Clotilde no programa Chespirito, na década de 1980 e em turnês. Nos anos 1980, ela começou a interpretar Dona Nachita, uma segunda personagem regular em Chespirito, a vizinha fofoqueira nas esquetes de Los Caquitos. Ela permaneceu no elenco de El Chavo del Ocho até 1991, quanto teve de se afastar devido a um câncer de pulmão. Ainda em 1990, ela interpretou uma freira em Sor Batalla, novamente ao lado de María Antonieta de Las Nieves. Neste mesmo ano estreou seu último filme, Bella entre Las Flores (1990). Ela deixou o elenco de Los Caquitos em 1992.

## Morte
Fumante durante toda a vida e portadora de pressão alta, Angelines lutou contra um câncer de pulmão, que ocasionou sua morte no dia 25 de março de 1994,  aos 69 anos de idade. Antes de falecer, Angelines Fernández fez um único pedido: ser enterrada ao lado de seu amigo e colega de trabalho Ramón Valdés, com quem contracenou em El Chavo del Ocho.
Foi enterrada no Mausoleos Del Ángel, na Cidade do México, a poucos centímetros da lápide do também ator Ramón Valdés, seu amigo íntimo. Os dois atores já haviam atuado juntos em 1968, e posteriormente em El Chavo del Ocho. Fernández e Valdés ficaram tão próximos, que após permanecer ao lado do corpo de Valdés durante seu funeral, Angelines permaneceu por mais de duas horas ao lado de sua lápide na Cidade do México. Entre soluços, ela repetiu várias vezes: "Você me deixou meu Roro... meu Roro..."
Angelines foi a terceira do elenco do El Chavo del Ocho a morrer, depois de Ramón Valdés, que interpretava Seu Madruga (falecido em 1988) e Raúl Padilla, que interpretava Jaiminho  (falecido em 1994).

## Filmografia

### Televisão

#### Programas Cômicos
| Ano     | Título               | Personagem                                                                                  |
| ------- | -------------------- | ------------------------------------------------------------------------------------------- |
| 1980–91 | Chespirito           | Dona Clotilde (Bruxa do 71) / Ignacia Fernández (Dona Nachita/Cotinha) / Várias personagens |
| 1973–78 | El Chapulín Colorado | Várias personagens                                                                          |
| 1972–80 | El Chavo del Ocho    | Dona Clotilde (A Bruxa do 71)                                                               |
| 1979–80 | La chicharra         | Úrsula                                                                                      |

#### Telenovelas
| Ano  | Título                            | Personagem        |
| ---- | --------------------------------- | ----------------- |
| 1978 | Gotita de gente                   | Patricia          |
| 1977 | Rina                              | Assistente social |
| 1974 | Ha llegado una intrusa            | Carmelita         |
| 1970 | Rafael                            | Juliana           |
| 1969 | Encadenados                       |                   |
| 1966 | La duquesa                        |                   |
| 1966 | Sonata de otoño                   |                   |
| 1965 | Tú eres un extraño                |                   |
| 1964 | La Intrusa                        |                   |
| 1964 | Teatro del cuatro                 |                   |
| 1963 | Mi vida és una canción            |                   |
| 1962 | La herida del tiempo              |                   |
| 1962 | La Madrasta                       |                   |
| 1961 | La família del 6                  |                   |
| 1961 | La telaraña                       |                   |
| 1960 | El Esqueleto de la señora Morales |                   |
| 1960 | Claudia                           |                   |
| 1960 | El hombre de oro                  |                   |
| 1960 | Gabriela                          |                   |
| 1960 | Un amor en la sombra              |                   |
| 1959 | Cadenas de amor                   | Irma              |
| 1959 | Teresa                            | Esmeralda         |

### Cinema

#### Filmes
| Ano  | Título                                               | Papel                         |
| ---- | ---------------------------------------------------- | ----------------------------- |
| 1990 | Bella entre las Flores                               | Dona Perfecta de Rico         |
| 1990 | Sor Batalla                                          | Madre superiora               |
| 1984 | Charrito                                             | Maquiadora                    |
| 1983 | Don Ratón y Don Ratero                               | Doméstica                     |
| 1982 | El Chanfle 2                                         | Secretária                    |
| 1978 | ¡Oye Salomé!                                         | Dona Elena                    |
| 1978 | El Chanfle                                           | Esposa de Paco                |
| 1975 | El agente viajero                                    |                               |
| 1974 | Kalimán en el siniestro mundo de Humanón             |                               |
| 1972 | Traiganlos vivos o muertos                           |                               |
| 1971 | El cielo y tu                                        | Mulher conservadora na igreja |
| 1971 | El profe                                             | Mãe de Martin                 |
| 1969 | Un Quijote sin mancha                                | Prudência Pingaron            |
| 1968 | Corona de lágrimas                                   | Mercedes Ancira               |
| 1968 | Despedida de casada                                  |                               |
| 1968 | Esta noche sí                                        |                               |
| 1967 | Estrategia matrimonial                               | Margarita                     |
| 1966 | Fuera de la ley                                      |                               |
| 1966 | Un novio para dos hermanas                           | Professora de piano           |
| 1964 | El Padrecito                                         | Sara                          |
| 1963 | Vuelven los Argumedo                                 | Nina                          |
| 1963 | Mi vida es una canción                               |                               |
| 1960 | El Esqueleto de la Señora Morales                    | Clara, irmã de Glória         |
| 1959 | Mi niño, mi caballo e Yo                             |                               |
| 1958 | Misterios de la magia negra                          | Laura                         |
| 1958 | El Águila Negra contra los enmascarados de la muerte |                               |
| 1958 | El diario de mi madre                                | Leonor                        |
| 1955 | Maternidad imposible                                 | Passageiro do ônibus          |